# Argyresthia brockeella
Argyresthia brockeella là một loài bướm đêm thuộc họ Yponomeutidae. Nó được tìm thấy ở châu Âu, Đông Xibia và Nhật Bản.
Sải cánh dài 9–12 mm. Con trưởng thành bay từ tháng 5 đến tháng 9. .
Ấu trùng ăn bạch dương và Alnus glutinosa.

## Hình ảnh

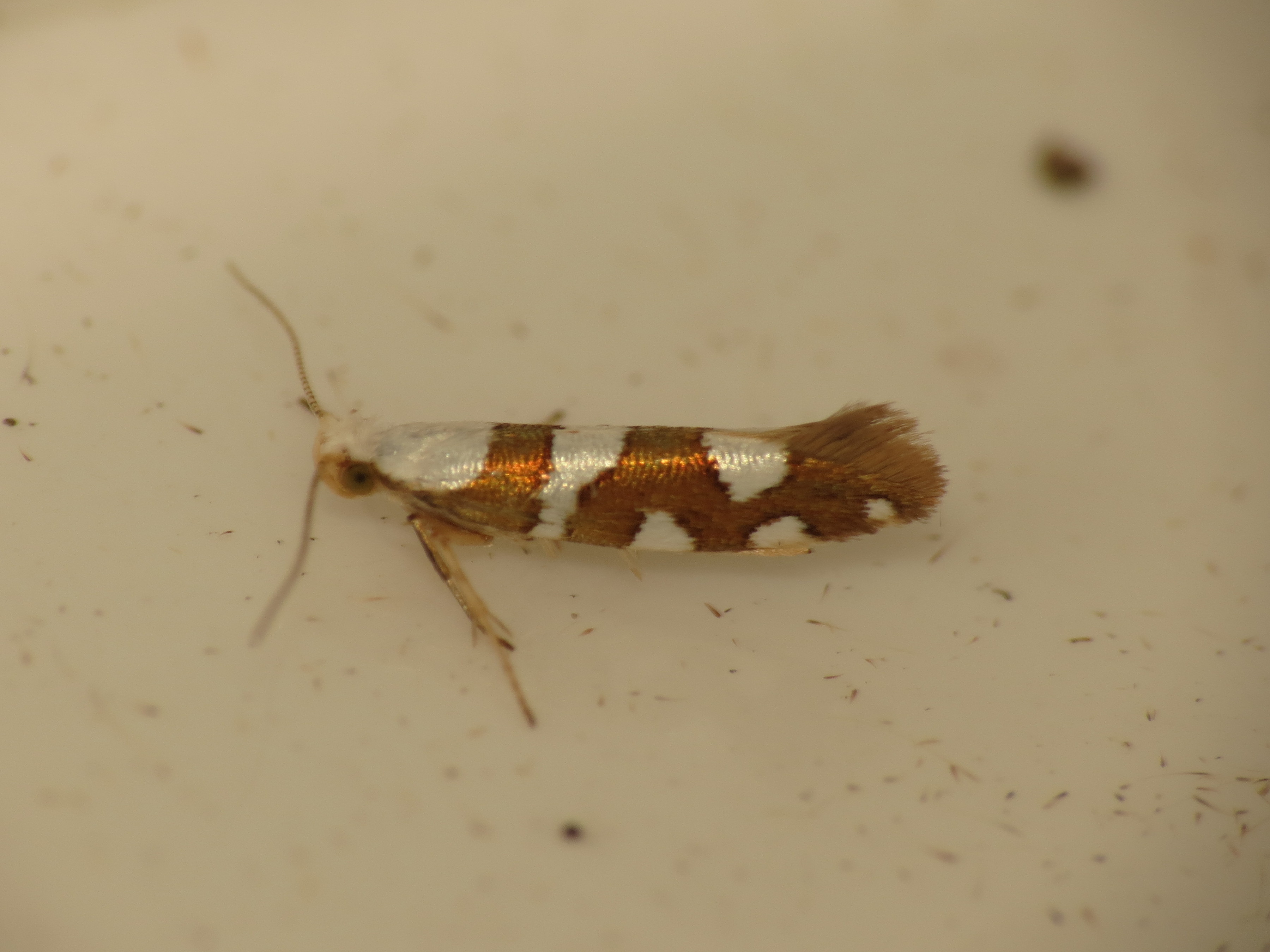
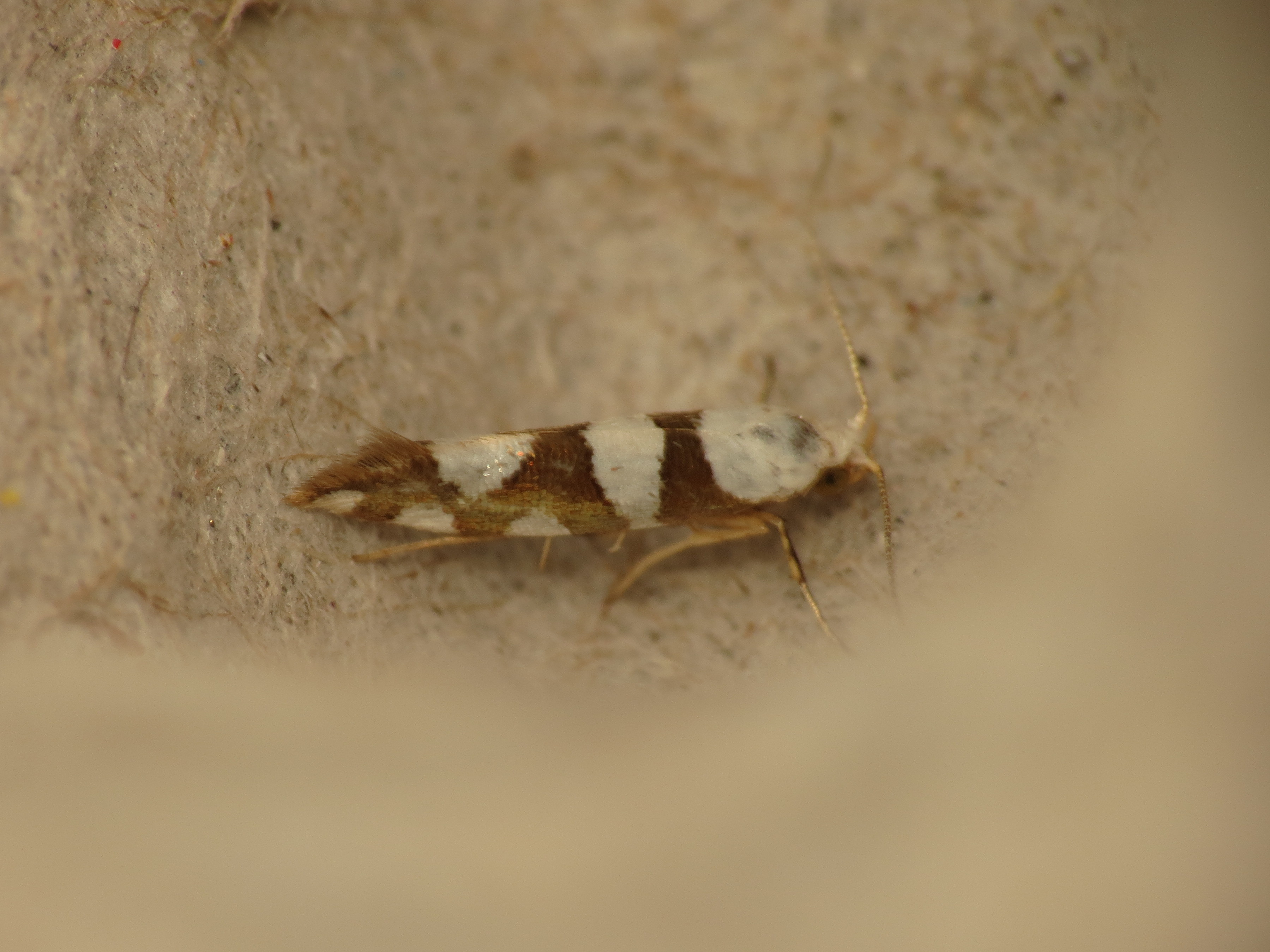
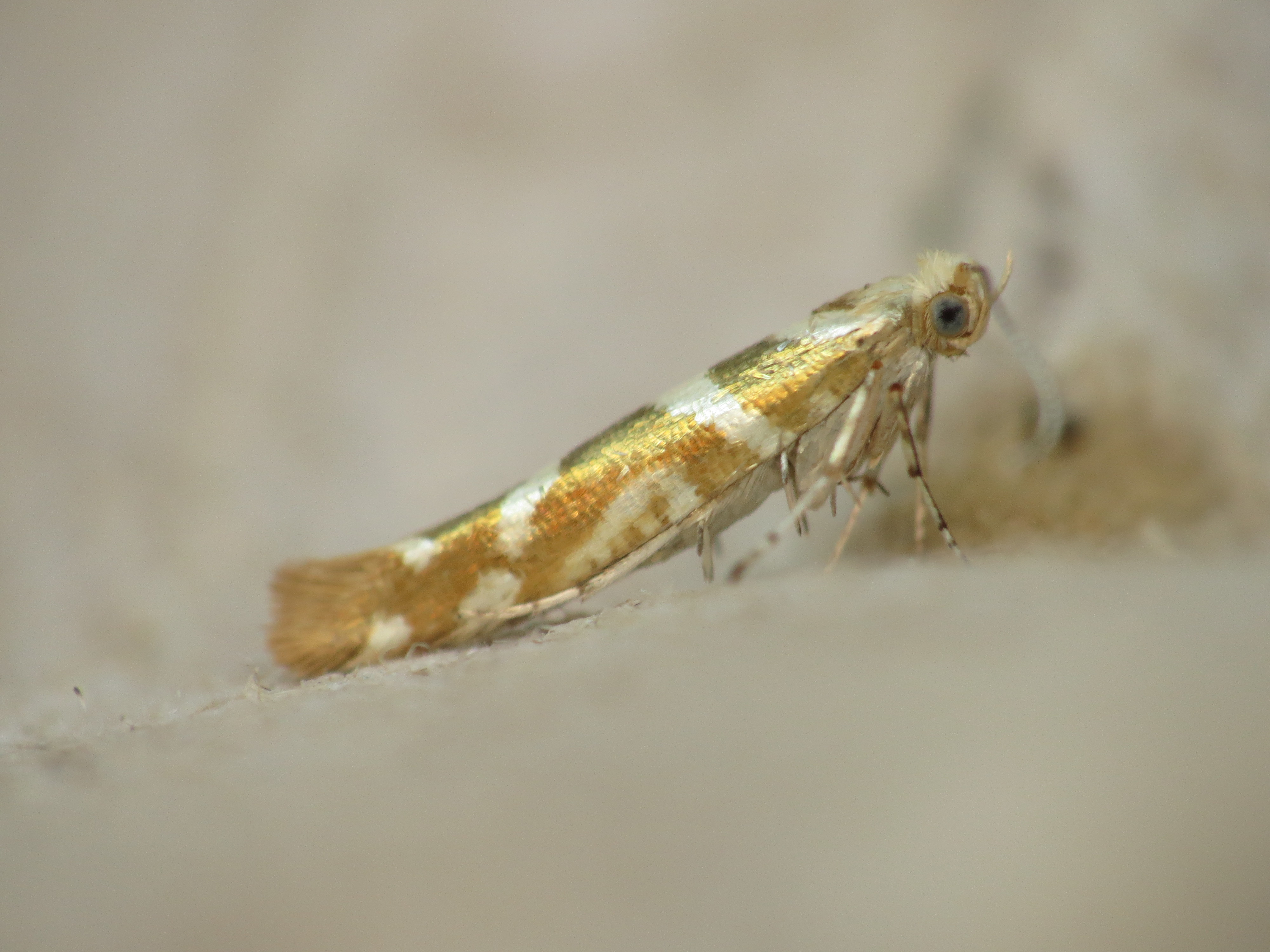
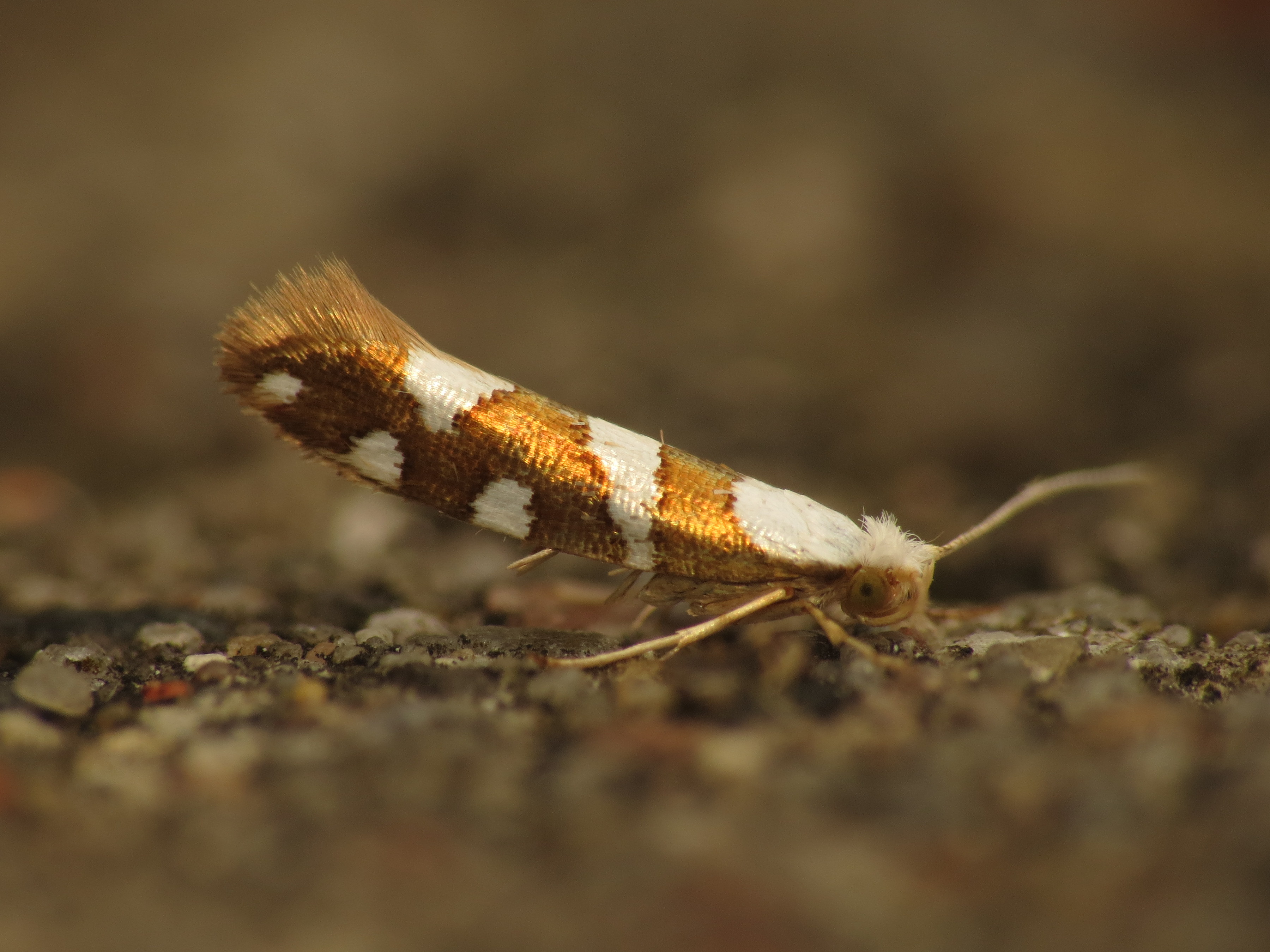